# Provincia di Errachidia
La provincia di al-Rāshīdiyya è una delle province del Marocco, parte della regione di Drâa-Tafilalet.
Nel 2009 una parte del suo territorio è stato scisso ed è entrato a far parte, unitamente a parte della provincia di Ouarzazate, della nuova provincia di Tinghir; e, unitamente a parte della provincia di Khénifra, della nuova provincia di Midelt.

## Geografia antropica

### Suddivisioni amministrative
La provincia di al-Rāshīdiyya, prima della scissione, contava 8 municipalità e 40 comuni:

#### Municipalità
- Boudnib
- Erfoud
- al-Rashidiyya
- al-Rish
- Goulmima
- Jorf
- Mulay Ali Sherif
- Tinejdad

#### Comuni
- Aarab Sebbah Gheris
- Aarab Sebbah Ziz
- Aghbalou N'Kerdous
- Ait Hani
- Ait Yahya
- Alnif
- Amellagou
- Amouguer
- Aougous
- Assoul
- Bni M'Hamed Sijelmassa
- Bou Azmou
- Chorfa M'Daghra

- En-Nzala
- Er-Rissani
- Er-Rteb
- Es-Sfalat
- Es-Sifa
- Et-Taous
- Ferkla El Oulia
- Ferkla Es-Soufla
- Fezna
- Gheris El Ouloui
- Gheris Es-Soufli
- Gourrama
- Guers Tiaallaline

- Guir
- H'Ssyia
- Imilchil
- Lkheng
- Melaab
- M'Ssici
- M'Zizel
- Oued Naam
- Outerbat
- Rissani
- Sidi Aayad
- Sidi Ali
- Tadighoust
- Zaouiat Sidi Hamza